# S.T 01 Now
S.T 01 Now è l'album di debutto sul mercato coreano del gruppo musicale sudcoreano SS501, pubblicato il 10 novembre 2006 dalla DSP Media.

## Tracce
1. Existence
2. Four Chance
3. Unlock
4. Again
5. Stand By Me
6. Sky
7. Geopjjaengi (겁쟁이)
8. Man
9. Hana
10. Confession (Seotungobaek) (Confession (서툰고백))
11. Bye, Bye
12. Radio Star
13. Sesangui Nalkkae (세상의 날개)
14. Gyeonggo (Remix Version) (경고)
15. Unlock (Heavy Edition) (feat. Kim Se Hwang (김세황))